# Hydropsyche saimbeyli
Hydropsyche saimbeyli là một loài Trichoptera trong họ Hydropsychidae. Chúng phân bố ở miền Cổ bắc.